# Damanhūr
|  | Aquest article tracta sobre la ciutat de la governació de Buhayra. Si cerqueu la vila part del gran Caire, vegeu «Damanhur al-Shahid». |

Damanhur (àrab: دمنهور, Damanhūr) és una ciutat d'Egipte, a uns 60 km d'Alexandria, en la línia de ferrocarril del Caire a Alexandria, amb prop de 300.000 habitants i capçalera de la governació de Buhayra. El seu nom derivà de l'antic egipci Timimhur (ciutat d'Horus). En època clàssica fou anomenada Hermòpolis Parva. No s'esmenta sota els àrabs que tot i així anomenen una ciutat de nom Kartasa, capital de la regió (kura). Ibn Mammati fou el primer que l'anomena Damanhur (de fet Damanhur al-Wahx). La seva producció principal són els teixits, especialment el cotó i el lli.

## Història
Metelis fou una antiga ciutat d'Egipte, que correspon a la moderna Damanhur (derivat de Diman-en-Hor o Tema-en-Hor = Ciutat d'Horus). El seu nom egipci inicialment fou Behdet (Metelis), i després Tema-en-Hor; en copte fou ⲡϯⲙⲓⲛ̀ϩⲱⲣ, Ptīminhōr. Els grecs i romans la van anomenar Hermòpolis Parva (les ciutats vinculades al deu Thot, identificat amb Hermes, rebien el nom d'Hermòpolis). Fou la capital del nomós VII (Wa-imnty) del Baix Egipte. Estava en un canal (avui canal de Mahmudiya) que unia el llac Mariut amb la branca del Nil anomenada Canòpica. No es conserven les seves ruïnes.
Al segle IV era seu d'un bisbe; Michel Le Quien esmenta una dotzena de bisbes de la ciutat, i entre ells: Dracontius, vers el 354, que va ser exiliat durant el regnat de Constanci; Sant Isidor, el seu successor; i Dioscoros, el mÉs vell dels quatre famosos monjos de Nítria. Al segle VII va caure en mans dels musulmans.
Fou una vila mitjana, amb una muralla, i un canal (Bahr Damanhur). Va patir destruccions en un terratrèmol el 1302. El sultà Barkuk va restaurar les seves fortificacions per defensar la vila dels beduïns; des de llavors va créixer i van sorgir mesquites, escoles, estacions de caravanes i altres serveis incloent una catedral. Fou seu d'un oficial superior mameluc comandant de la regió del Delta, i capital de la governació de Buhayra.
Prop d'aquesta ciutat el 10 de juliol de 1798, Napoleó va estar a punt de ser capturat pels mamelucs. El 30 d'abril de 1799 una companyia francesa fou massacrada per la banda de Mahdi Ahmad i es van exercir ferotges represàlies.

## Personatges il·lustres
- Ahmed Hassan Zewail (1946), premi Nobel de química el 1999.
- Ciril VI (1902 - 1971), Papa i el Patriarca Copte d'Alexandria (1959 - 1971).